# Штралендорф
Штралендорф (нем. Stralendorf) — община в Германии, в земле Мекленбург-Передняя Померания.
Входит в состав района Людвигслуст. Подчиняется управлению Штралендорф.  Население составляет 1341 человек (на 31 декабря 2010 года). Занимает площадь 12,02 км².